# Thomas Spencer Wells
Pour les articles homonymes, voir Wells.

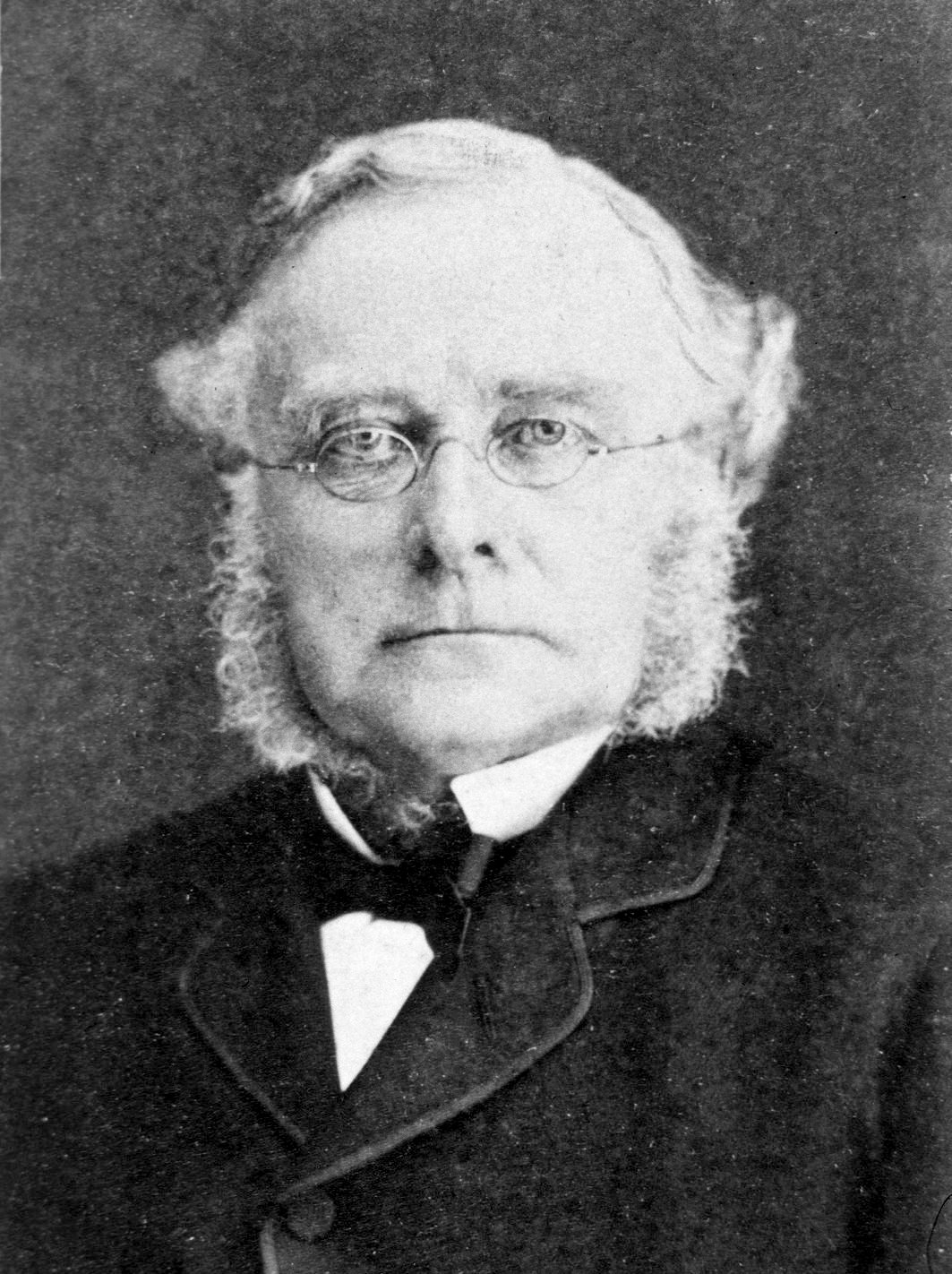
Thomas Spencer Wells

Sir Thomas Spencer Wells,  (3 février 1818 - 31 janvier 1897) fut chirurgien de la reine Victoria, professeur de médecine et président du Collège royal de chirurgie.

## Biographie
Il est né à St Albans, dans le Hertfordshire et a fait ses débuts à la St Albans School (qui se trouvait alors dans la chapelle de la chapelle de l’abbaye).

### Carrière
Après une courte période comme élève de chirurgien à Barnsley (Yorkshire), il étudia la médecine à Leeds, au Trinity College de Dublin, au St Thomas Hospital (devint membre du Royal College of Surgeons (MRCS) en 1841 et boursier (FRCS ) en 1844), puis à Paris, en France.
Il a été chirurgien de la marine à Malte, puis a ouvert son propre cabinet à Londres en 1853. En 1854, et de 1856 à 78 ans, il a été chirurgien du Samaritan Free Hospital pour femmes à Londres. la guerre de Crimée). Il a également enseigné à la Grosvenor School of Medicine (qui est devenue plus tard la faculté de médecine de l'hôpital St George). En 1877, il fut nommé professeur Hunterian de chirurgie et de pathologie au Collège royal des chirurgiens d'Angleterre (dont il fut élu président en 1883 - la même année, il fut créé baronnet). De 1863 à 1896, il fut chirurgien chez la reine Victoria.
Wells spécialisé en obstétrique et en chirurgie ophtalmique. Il est reconnu comme un pionnier de la chirurgie abdominale et se distingue par une ovariotomie parfaite. En 1879, il inventa un modèle amélioré de forceps artériel, qui empêchait l’enchevêtrement des structures environnantes par les poignées de l’instrument en cours d’utilisation. Il fut également l’un des premiers chirurgiens à utiliser des anesthésiques lors des opérations. Il a publié plusieurs ouvrages et articles médicaux importants.
Thomas Spencer Wells a été élu membre de Leopoldina en 1886.
Il est décédé après une attaque d'apoplexie le 31 janvier 1897 et est enterré au cimetière de Brompton.